# Christopher H. Gibbs
Christopher Howard Gibbs (* 20. Februar 1958 in New York) ist ein US-amerikanischer Musikwissenschaftler.

## Leben
Christopher H. Gibbs ist der Sohn von Howard Glenn und Janet Gibbs. Er besuchte das Haverford College und machte dort einen Master in Philosophie. Später promovierte er in historischer Musikwissenschaft an der Columbia University. Ab 2000 war er Berater für Musikwissenschaft beim Philadelphia Orchestra.
Seit 2002 ist er Professor für Musikwissenschaft am Bard College und seit 2003 – zusammen mit Leon Botstein – künstlerischer Leiter des Bard Music Festival.
Schwerpunkte seiner Forschungen sind die Komponisten Franz Schubert und Franz Liszt.

## Familie
Gibbs heiratete am 27. September 1993 Helena Sedlácková, die ebenfalls am Bard College tätig ist.

## Bücher
- The Cambridge Companion to Schubert, Cambridge University Press 1997, ISBN 978-0521484244
- The Life of Schubert, Cambridge University Press 2000, ISBN 978-0521594264
- mit Dana Gooley, Franz Liszt and His World, Princeton University Press 2006, ISBN 978-0691129020

## Aufsätze
- Performances of Grief: Vienna’s Response to the Death of Beethoven, in: Beethoven and His World, hrsg. von Scott Burnham, Princeton University Press 2000, S. 227–285
- Liszt the Transcriber, in: Journal of the American Liszt Society 2006, S. 54–55
- Schubert’s “Tombeau de Beethoven”: Decrypting the Piano Trio in E flat Major, op. 100, in: Franz Schubert and His World, hrsg. von Christopher H. Gibbs, Princeton University Press 2014, S. 241–298